# (24898) Alanholmes
(24898) Alanholmes (1997 AR17) – planetoida z pasa głównego asteroid okrążająca Słońce w ciągu 3,4 lat w średniej odległości 2,26 j.a. Odkryta 14 stycznia 1997 roku.